# Верхоланцев, Валерий Александрович
Валерий Александрович Верхоланцев (1916—2001) — майор Советской Армии, участник Великой Отечественной войны, Герой Советского Союза (1946).

## Биография
Валерий Верхоланцев родился 6 января 1916 года в деревне Устиново (ныне — Пермский район Пермского края) в рабочей семье. В 1936 году окончил педагогический техникум, после чего работал инструктором по физической культуре на заводе в городе Невьянске Свердловской области. В 1939 году Верхоланцев был призван на службу в Рабоче-крестьянскую Красную Армию. В 1940 году он окончил военную авиационную школу пилотов. В 1941 году Верхоланцев вступил в ВКП(б). С июня того же года — на фронтах Великой Отечественной войны. Принимал участие в Сталинградской и Курской битвах, боях под Старой Руссой и Берлином.
К концу войны майор Валерий Верхоланцев был заместителем командира 98-го отдельного корректировочно-разведывательного авиаполка 16-й воздушной армии 1-го Белорусского фронта. За время войны он совершил 187 успешных боевых вылетов, в ходе которых уничтожил около 30 танков, более 160 автомашин с грузами и живой силой, 2 переправы через Западный Буг и Вислу, умело корректировал огонь артиллерии и производил воздушную разведку.
При выполнении боевого задания при штурме Берлина самолёт над городом был повреждён. Сумел посадить машину на фюзеляж на небольшой пустырь в черте города в расположении советских войск.
Указом Президиума Верховного Совета СССР от 15 мая 1946 года за «образцовое выполнение боевых заданий командования по разведке и уничтожению живой силы и техники противника и проявленные при этом мужество и героизм» майор Валерий Верхоланцев был удостоен высокого звания Героя Советского Союза с вручением ордена Ленина и медали «Золотая Звезда» за номером 6792.
В 1946 году Верхоланцев был уволен в запас. Проживал в Кировограде, работал преподавателем в одном из местных ПТУ. Скончался 2 августа 2001 года, похоронен в Пантеоне Вечной Славы в Кировограде.
Был также награждён тремя орденами Красного Знамени, двумя орденами Отечественной войны 1-й степени, орденом Отечественной войны 2-й степени, Красной Звезды, а также рядом медалей.